# Джамал-Заде, Сеид Мохаммед Али
Сеид Мохаммед Али Джамал-Заде (13 января 1892, Исфахан — 8 ноября 1997, Женева) — иранский писатель, переводчик, филолог. Часто называется фактическим родоначальником реализма и сатиры в персидской литературе.

## Биография
Родился в семье странствующего исламского проповедника и в детстве сопровождал отца в его путешествиях. В 10-летнем возрасте вместе с семьёй переехал в Тегеран, в 12-летнем возрасте был отправлен отцом учиться в Бейрут во французскую миссионерскую школу. В 1910 году уехал продолжать обучение в Европу — через Египет прибыл во Францию, откуда с помощью иранского посла переехал в Швейцарию. Год учился в Лозанне, затем переехал в Дижон, где окончил Университет Бургундии со степенью доктора права в 1914 году, тогда же сочетавшись браком со своей сокурсницей. С началом Первой мировой войны переехал в Германскую империю, присоединился к обществу персидских националистов в этой стране, основав в 1915 году её газету в Багдаде; также сотрудничал в берлинском журнале «Каве», издававшемся на персидском языке. Затем на протяжении почти пятнадцати лет перебивался случайными заработками, некоторое время был работником персидского посольства в Берлине, сотрудничал в ряде периодических изданий, изучал персидскую филологию. В 1931 году женился во второй раз, переехал в Женеву, где работал в Международной организации труда. В этом городе прожил до конца жизни, умер в возрасте 105 лет.

## Литературное творчество
Первым опубликованным произведением Джамал-Заде стал напечатанный в берлинском журнале «Каве» сатирический рассказ «Сладкозвучный персидский язык». В 1921 году вышел первый сборник его дастанов (коротких рассказов) — жанра, ранее не свойственного персидской литературе, — под заглавием «Были и небылицы». К числу других известных произведений его авторства относятся сборники сатирических и высмеивающих пороки иранского общества дастанов «Дядя Хосейн Али» (1942), «Горькое и сладкое» (1955), повести «Дом умалишённых» (1942), «Долина страшного суда» (1944), «Галташан-диван» (1945), «Водосток» (1947). Его перу принадлежат также автобиографическая повесть «Что верх, что изнанка ‒ одна материя» (1955), пьесы, научно-популярные статьи по истории и культуре Ирана, «Словарь просторечия и идиом» (1962).